# Valmadrera

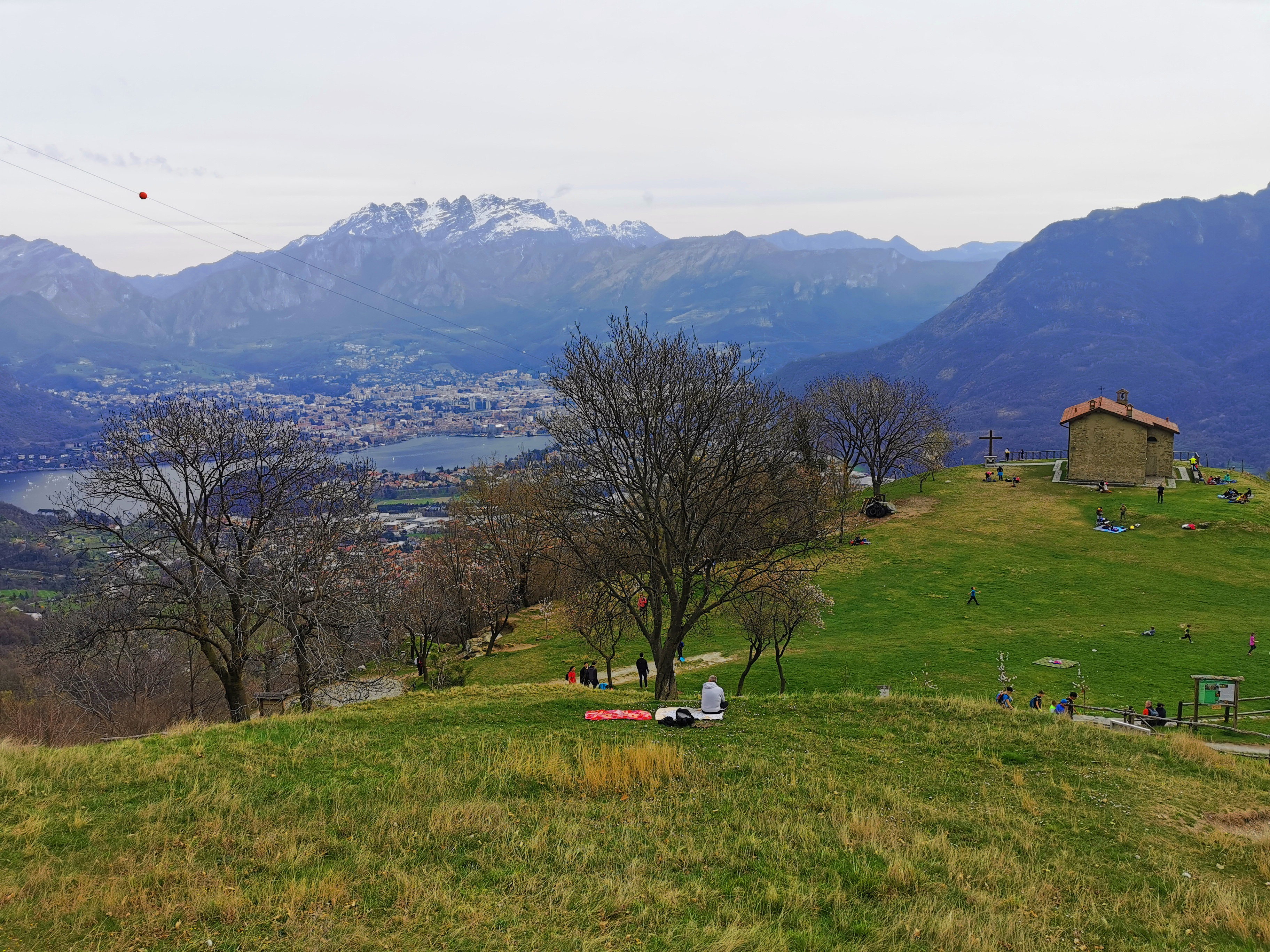
Piana con chiesa di San Tomaso

Valmadrera (La Val in dialetto lecchese, pronuncia fonetica IPA: /valmaˈdrera/) è un comune italiano di 11 287 abitanti della provincia di Lecco in Lombardia.
Sorge sulle rive del Lago di Como, ramo orientale del Lario, sul quale si affaccia il porticciolo, ed è attorniato dalle montagne. Fa parte della Comunità montana Lario Orientale - Valle San Martino.

## Geografia fisica
Valmadrera si trova in una conca delimitata a sud-est dal Monte Barro e a nord-ovest da una serie di vette del Triangolo Lariano: il Monte Rai, il Corno Birone, il Moregallo e i Corni di Canzo.

## Storia
I primi insediamenti stabili si verificarono in epoca Celtica e successivamente in quella Romana della quale si ha solo una tomba con corredo funebre, per quel che concerne il Medioevo si sa che la Vallis Magrera faceva parte della pieve di Garlate ed era presidiata dal castello di San Dionigi, messo sotto assedio da parte dei lecchesi durante la guerra decennale.
Nelle dispute per il controllo della Signoria di Milano, nel 1296 Valmadrera ospitò i profughi della città di Lecco, in fuga dalle devastazioni ordinate da Matteo I Visconti.

### Simboli
Lo stemma comunale si può blasonare:
Le tre cime rappresentano i Corni di Canzo. Il gonfalone è un drappo di azzurro.

## Monumenti e luoghi d'interesse

### Architetture religiose
- Santuario di San Martino (XIII secolo[5][7]), detto anche della "Madonna del Latte"[8], ex avamposto militare di epoca medievale, contenente la custodia di una bomba inesplosa durante la seconda guerra mondiale. Il santuario fu sede di una parrocchia fino al XVI secolo, quando Carlo Borromeo la fece spostare alla vecchia chiesa di Sant'Antonio Abate.[5]
- Santuario di San Tomaso[9], la cui collocazione in posizione elevata rispetto al paese ne fa un eccellente punto panoramico; è raggiungibile a piedi con una mulattiera lunga 3 km con 350 metri di dislivello.
- Chiesa parrocchiale di Sant'Antonio Abate[10], intitolata al santo patrono della città, costruita fra il 1791 ed il 1811 e restaurata a partire dal 2009; il nuovo campanile (costruito sul lato opposto rispetto al precedente[10]) con i suoi 87,5 metri è uno dei più alti d'Italia[11]. Il progetto strutturale fu curato da Simone Cantoni, mentre gli interni e l'altar maggiore dagli architetti Bovara e Pozzi.[5] Il complesso si affaccia sull'ampia piazza Mons. B. Citterio (già piazza Dante Alighieri), che comprende anche una fontana molto grande. Tra le opere conservate nella chiesa, una Crocifissione di Giovanni Paolo Lomazzo, un'altra opera sullo stesso tema realizzata da Mosè Bianchi (1879), un'Assunta di Giuseppe Bertini (1885) e due dipinti di Raffaele Casnedi (1886): Cristo e i bambini e Mosè riceve i dieci comandamenti.[5]
- Chiesetta di Sant'Isidoro, costruita verso la fine dell'Ottocento[12] a fianco del Sasso di Preguda.[5]
- Chiesa di San Rocco, già esistente nel XV secolo[13]
- Chiesa e oratorio di San Giuseppe[14]
- Chiesa di San Dionigi[15]
- Chiesa della Beata Vergine (1971)[16]
- Chiesa di Santo Spirito (1990)[17]

### Architetture civili
- Centro Culturale Fatebenefratelli[18], collocato immediatamente ad est della chiesa di S. Antonio Abate, deve il suo nome ai frati dell'Ordine ospedaliero di San Giovanni di Dio che ne entrarono in possesso a fine '600; oggi è di proprietà del Comune e ospita la biblioteca e le sedi di molte associazioni.
- Villa Gavazzi, un complesso architettonico monumentale seicentesco di circa 30.000 m², che comprende una ex filanda[19], alcuni corpi di fabbrica, due corti, la cappella di San Gaetano (1834[19]), un corpo rustico ed un grande giardino. Il complesso fu ristrutturato in stile neoclassico da Giuseppe Bovara, al quale si deve anche la realizzazione della cappella.[19]
- Palazzo del Municipio (XIX secolo)[20]
- Ex-palazzo Bovara (1686)[21]
- Villa Eremo (1910)[22]

### Altro
- Orto botanico, adiacente al Fatebenefratelli, ospita circa 450 specie botaniche[23], ognuna identificata con una targhetta;
- Monumento naturale regionale del Sasso di Preguda, un masso erratico di granito ghiandone di forma vagamente piramidale e alto 7 m;
- Sentiero delle vasche, con la Cascata de la Scaleta. Itinerario attrezzato attraverso una gola scavata dal torrente Inferno, con giochi d'acqua e resti di piccole dighe che cui avevano convogliato le acque del torrente ad uso dell'ormai scomparsa filanda;
- Sass Negher, situato sulle pendici del Corno Birone; si tratta di un masso erratico che deve il suo nome a un fenomeno di annerimento avvenuto nel corso del tempo.[5]

#### Lavatoi
- Lavatoio della frazione Caserta[24] e lavatoio di San Tommaso[25]

## Società

### Evoluzione demografica
- 1 200 nel 1751
- 1 651 nel 1771
- 2 025 nel 1803
- 2 015 nel 1809 prima dell'annessione di Malgrate nel 1812
- 3 221 nel 1853

Abitanti censiti

### Etnie e minoranze straniere
Al 1º gennaio 2022 gli stranieri residenti nel comune erano 980, ovvero l’8,8% della popolazione. Di seguito sono riportati i gruppi più consistenti.
- Senegal – 127
- Marocco – 91
- Albania – 90
- Romania – 73
- Costa d'Avorio – 61

- Rep. Dominicana – 53
- Egitto – 48
- Cina – 37
- Kosovo – 36
- Perù – 33

### Istituzioni, enti e associazioni
A Valmadrera sono molto radicati l'associazionismo ed il volontariato.

#### Musica
Oltre al Corpo Musicale di Santa Cecilia (un tempo localmente chiamato del Ranscett), agli inizi del Novecento esisteva la Banda del Paleari, scioltasi nel momento in cui i musicanti dovettero prender parte alla guerra di Libia.

## Geografia antropica
Il centro abitato si ripartisce in tre zone principali - Parè, Valmadrera e Caserta - più alcune piccole località come il Ceppo e la frazione Belvedere. A esse si aggiunge la Rocca di San Dionigi (altra frazione) che, per quanto amministrativamente appartenente a Valmadrera, è contigua al comune di Malgrate.

## Infrastrutture e trasporti
La fermata ferroviaria di Valmadrera è servita da treni regionali svolti da Trenord nell'ambito del contratto di servizio stipulato con la Regione Lombardia;
Tra il 1928 e il 1955 di fronte alla fermata ferroviaria era presente una fermata della tranvia Como-Erba-Lecco.

## Amministrazione
Il primo consiglio comunale fu eletto nel 1821.

### Gemellaggi
- Châteauneuf-les-Martigues, dal 2000[31]
- Weißenhorn, dal 2017[31]